# Балагтас, Франсиско
Франсиско Балагтас (таг. Francisco Balagtas, 2 апреля 1788 года — 20 февраля 1862 года), урождённый Франсиско Бальтасар (Francisco Baltazar), писал под инициалами «F. B.» — филиппинский тагалоязычный поэт, классик, основоположник тагальского литературного языка.
Родился в семье кузнеца в городе Пангинай (провинция Булакан), окончил церковно-приходскую школу, переехал к дальним родственникам в Манилу, где продолжил образование. Работал слугой у своих родственников-покровителей.
Литературным учителем Балагтаса стал Хосе де ла Крус (Хосе Сисиу), один из наиболее известных поэтов района Тондо.
В 1835 году влюбился в Марию Асунсьон Риверу, но она предпочла богатого соперника. По ложному обвинению Балагтас был заключен в тюрьму, где, по преданию, написал своё наиболее известное произведение — поэму «Флоранте и Лаура» (Florante at Laura), впервые опубликованную в 1838 году.
Франсиско Балагтас писал свои произведения на тагальском языке.
Социально-политический подтекст произведений Балагтаса, раскрываемый в аллегориях, рассматривается в качестве общественного религиозного и культурного бунта, попытки обретения национального самосознания. Франсиско Балагтас нередко называется национальным героем, равновеликим предшественником Хосе Рисаля.
В честь Франсиско Балагтаса называется филиппинская традиция поэтических дебатов — балагтасан. Его именем называются географические объекты, учебные заведения, литературные премии и др. Балагтас изображается на монетах и почтовых марках Филиппин.